# 1594

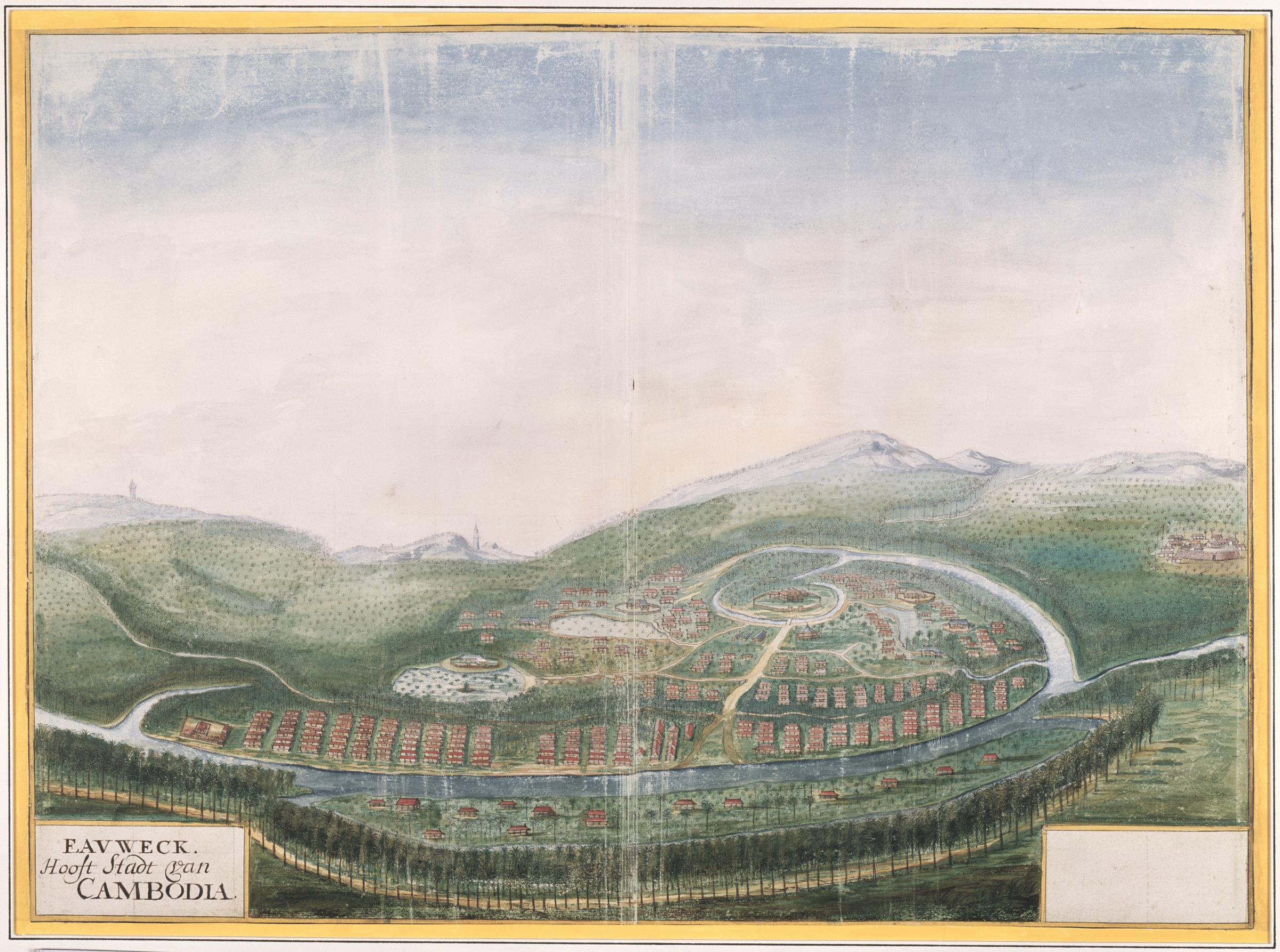
Vista da cidade de Lovek, ou Longvek ou Eauweck, capital do Cambodja. Pintura de c. 1665.

- Wikisource

| Calendário gregoriano                                                        | 1594 MDXCIV                          |
| Ab urbe condita                                                              | 2347                                 |
| Calendário arménio                                                           | 1043 – 1044                          |
| Calendário bahá'í                                                            | -250 – -249                          |
| Calendário budista                                                           | 2138                                 |
| Calendário chinês                                                            | 4290 – 4291 Início a 20 de fevereiro |
| Calendário copta                                                             | 1310 – 1311                          |
| Calendário etíope                                                            | 1586 – 1587                          |
| Calendários hindus - Vikram Samvat - Calendário nacional indiano - Cáli Iuga | 1649 – 1650 1515 – 1516 4694 – 4695  |
| Calendário Holoceno                                                          | 11594                                |
| Calendário islâmico                                                          | 1002 – 1003                          |
| Calendário judaico                                                           | 5354 – 5355                          |
| Calendário persa                                                             | 972 – 973                            |
| Calendário rúnico                                                            | 1844                                 |
| Calendário solar tailandês                                                   | 2137                                 |

1594 (MDXCIV, na numeração romana)  foi um ano comum do século XVI do actual Calendário Gregoriano da Era de Cristo, e a sua letra dominical foi B (52 semanas), teve início a um sábado e terminou também a um sábado.
| Ano completo                   |
| ------------------------------ |
| Ano comum com início ao sábado |

## Eventos
- 3 de Janeiro . - Instituição do Mosteiro da Ordem de Santa Clara da invocação de Santa Maria Madalena na ilha de Santa Maria, Açores.
- 16 de Julho - Confirmação da doação da capitania da ilha de Santa Maria, Açores a Braz Soares de Sousa.
- Conquista de Lovek, capital do Império khmer, pelos tailandeses.

## Nascimentos
- Gustavo Adolfo, rei da Suécia.

## Epacta e idade da Lua
| Epacta gregoriana | 8       |
| Idade da Lua      | Letra h |

## Por tema
- 1594 na arte
- 1594 na literatura